# Boulevard périphérique de Nantes
Le boulevard périphérique de Nantes est une ceinture périphérique qui permet de contourner Nantes par le nord et par le sud. Depuis 2007, l'ensemble du périphérique est numéroté RN844 et A844 au nord. Avant, il portait plusieurs noms :
- A821 au nord ;
- RN844 au nord-ouest ;
- D145 au sud-est ;
- D844 au sud-ouest ;
- RN249 à l'est ;
- C844 au nord-est.

L'autoroute A811 est une antenne qui permet de relier l'échangeur de Vieilleville (numéro 22) de l'A11 à l'échangeur de la porte d'Anjou (numéro 43) du périphérique. Elle fut d'abord construite à 2×2 voies entre l'échangeur de Vieilleville et l'échangeur de la Madeleine avec la RN 23 (devenue D723 depuis 2006) et 2×1 voies jusqu'à la porte d'Anjou. À la fin des années 1990, cette dernière section fut portée à 2×2 voies (certaines portions sont à 2×3 voies). Elle fut l'unique accès à l'A11 depuis Nantes jusqu'à l'achèvement du prolongement de celle-ci jusqu'au périphérique Nord en 1993.
Le boulevard périphérique aura coûté deux milliards de francs à son achèvement en 1994, soit 
494 M€ actuels, et mesure 42 km de longueur, ce qui en fait un des plus longs périphériques de France, avec la rocade de Bordeaux (45 km) et la rocade périphérique de Nancy (41,3 km).

## Historique
La construction de ce boulevard périphérique a commencé dans les années 1970 par le périphérique Est entre les actuelles portes de la Chapelle et d'Anjou. Cette partie du périphérique porte plusieurs noms :
- boulevard Alexander-Fleming entre les portes de la Chapelle et de la Beaujoire ;
- boulevard du Professeur-Jacques-Monod entre les portes de la Beaujoire et de Carquefou ;
- boulevard Joseph-Bourcy (baptisé en hommage à l'ancien directeur général des travaux de la ville sous trois municipalités différentes jusqu'en 1951[3]) entre les portes de Carquefou et d'Anjou.

Le boulevard Flemming fut tristement célèbre pour les nombreux accidents qui s'y sont produits, notamment à cause du fait qu'il était à 2×2 voies, séparées uniquement par une rangée de plots en plastique (la glissière de béton actuelle ne fut posée qu'après l'achèvement du périphérique).
La construction du périphérique ne se poursuivit qu'à la fin des années 1980 - début des années 1990 par la réalisation des périphériques Sud (construit dans un premier temps à 2×1 voies puis passé à 2×2 voies en 1992 et 1993), Nord et Ouest (la partie la plus remarquable étant la construction du pont de Cheviré, achevé en 1991 et supportant le périphérique sur 2×3 voies). Il fut bouclé par la mise en service de la section comprise entre les actuelles portes d'Ar Mor et d'Orvault à la fin de l'année 1994.

## Pont de Cheviré
Le pont de Cheviré enjambe la Loire et soutient la partie ouest du périphérique sur 2×3 voies (6 voies). Le pont voit passer chaque jour plus de 110 000 véhicules ce qui en fait un axe extrêmement fréquenté particulièrement et un lieu de circulation intense en heures de pointe.
Le pont peut être fermé à la circulation les jours de vents violents (plus de 120 km/h) du fait de sa grande hauteur (56 mètres), ce qui a pour conséquence d'entraîner de nombreux bouchons dans toute la ville. De ce fait, des panneau à messages variables ont été installés pour prévenir les automobilistes d'une éventuelle fermeture du pont.

## Trafic
En 2014, avec un trafic de plus de 95 000 véhicules par jour sur le tronçon nord et plus de 90 000 véhicules sur le tronçon ouest du périphérique, on assiste tous les jours à des ralentissements importants aux heures de pointe aux entrées de l'agglomération et sur le périphérique.
Les points noirs sont :
- Le pont de Cheviré, théâtre de fréquents accrochages, engorgé dans les deux sens aux heures de pointes du fait d'un tablier en montée en 2×3 voies et 2×2 voies en descente. Le rabattement des véhicules en fin de montée occasionne alors de sérieux ralentissements.
- le passage des ponts de Bellevue en intérieur, dû à l'arrivée de l'A811 et la sortie de Nantes, sur un périphérique déjà saturé.
- le passage des ponts de Bellevue en extérieur, en raison de la connexion avec la RN 249 à la porte du Vignoble qui draine la banlieue Est et Sud-Est ainsi que le pays du Vignoble nantais et les villes de Vallet, Clisson et enfin Cholet.
- La Porte d'Ar Mor, du fait d'un trafic dense sur le rond-point d'Atlantis, grand carrefour de l'Ouest de Nantes, qui dessert cette porte.
- le tronçon intérieur entre la Porte d'Orvault et la Porte de Rennes en raison de l'arrivée de la RN 165 (depuis Vannes et Saint-Nazaire), et du départ de celle de la RN 137 (vers Rennes), ainsi que de l'A11 (vers Angers et Paris).
- le tronçon entre la Porte de Gesvres et la Porte de la Chapelle, du fait du passage à une voie pour insertion sur la partie nord.
- le tronçon entre la Porte de la Beaujoire et la Porte de Gesvres, du fait de l'inondation possible des voies de circulation en période de fortes pluies.
- le tronçon extérieur entre la Porte de la Chapelle et la Porte d'Orvault, en raison de l'arrivée de l'A11, et des départ et arrivée de la RN 137.
- le tronçon extérieur entre la Porte de Saint-Sébastien et la Porte du Vignoble en raison de l'affluence de véhicules transitant le matin par les ponts de Bellevue (signalé par 2 panneaux successifs « risque de véhicules à l'arrêt »).
- la Porte des Sorinières, au niveau de l'intersection avec l'A83.

## Liste des portes
Le périphérique compte 23 portes numérotées de 30 à 52. Cette numérotation a été choisie ainsi afin de ne pas être confondue avec celle de l'autoroute A11 qui se termine au numéro 25.
- sur Pont de Cheviré.
- 30 Porte de l'Estuaire : Indre, Couëron par la D107, Nantes-Centre/Chantenay +  jusqu'à  38 Porte de Gesvres
- 31 Porte de Saint-Herblain : Saint-Herblain-Est, Nantes-Ouest, Parking Relais Tramway     1   Romanet (par Route de Saint-Nazaire)
- 32 Porte d'Atlantis : Saint-Herblain-Centre, Nantes-Ouest, Centre commercial Atlantis, Parking Relais Tramway     1   François Mitterrand (de et vers  31 Porte de Saint-Herblain)
- 33 Porte d'Ar Mor  Échangeur entre N844 et N444 : Brest, Vannes, Saint-Nazaire, Saint-Herblain-Centre, Couëron, Nantes-Centre, Nantes-Ouest, Centre commercial Atlantis, Hôpital Nord-Laennec
- 34 Porte de Chézine : Saint-Herblain-Nord, Zénith
- 35 Porte de Sautron : Orvault-Forum, Saint-Herblain-Nord, Sautron, Nantes-Centre, Hopital Nord-laënnec, Centre commercial Atlantis (par Route de Vannes), Parking Relais Tramway     3   Marcel Paul (par Route de Vannes)
- 36 Porte d'Orvault : Orvault-Bourg +  Échangeur entre N844 et N165 (A82) : Brest, Vannes, Saint-Nazaire, Savenay
- 37 Porte de Rennes  Échangeur entre N844 et N137 : Rennes, Châteaubriant, Nantes-Nord, Orvault-Grand-Val, Parking Relais Tramway     2   Orvault-Grand Val
- 38 Porte de Gesvres  Échangeur entre N844/A844 et A11 : Paris, Angers, Ancenis, La Chapelle-sur-Erdre
- Portion avec absences de bande d'arrêt d'urgence, jusqu'à  41 Porte de Carquefou
- 39 Porte de la Chapelle : La Chapelle-sur-Erdre, Nantes-Nord, Nantes-Centre par le Boulevard Albert-Einstein, Parking Relais Tramway     2   Recteur Schmitt (par Boulevard Martin-Luther-King)
- Aire de service Total (sens Intérieur)
- Pont de la Beaujoire surplombant  l'Erdre.
- 40 Porte de la Beaujoire : Nantes-Est, Nantes-La Beaujoire, Carquefou-Centre, Parking Relais Tramway     1   Beaujoire (par Route de Saint-Joseph)
- 41 Porte de Carquefou : Nantes-Est, Nantes-Centre, Sainte-Luce-sur-Loire-Nord, Ancenis par RD, Angers par RD, Parking Relais Tramway     1   Haluchère-Batignolles (par Route de Paris), D723 +  jusqu'à  52 Porte de Bouguenais
- 42 Porte de Sainte-Luce : Nantes-Est, Nantes-Doulon
- 43 Porte d'Anjou  Échangeur entre N844 et A811 : Paris, Angers, Ancenis, Sainte-Luce-sur-Loire, Carquefou, Nantes-Centre par le Boulevard de la Prairie-de-Mauves
- Ponts de Bellevue surplombant  la Loire.
- 44 Porte du Vignoble  Échangeur entre N844 et N249 : Poitiers, Cholet, Vallet, Clisson, Saint-Julien-de-Concelles, D751 (Bords de Loire)
- Aire de service Total (sens Extérieur)
- 45 Porte de Goulaine : Saint-Sébastien-sur-Loire, Basse-Goulaine
- 46 Porte de Saint-Sébastien : Saint-Sébastien-sur-Loire-Sud, Zones Commerciales, vers D149
- 47 Porte de Vertou : Vertou, Parc relais     4   (Porte de Vertou)
- Viaduc surplombant  la Sèvre Nantaise.
- 48 Porte des Sorinières  Échangeur entre N844 et A83 : Bordeaux, La Roche-sur-Yon, Saint-Philbert-de-Grand-Lieu, Nantes-Sud, Rezé-Blordière, Saint-Sébastien-sur-Loire-Ouest par le Boulevard de Vendée
- 49 Porte de Rezé : Rezé-Ragon, Les Sorinières, Pont-Saint-Martin par la D137
- Aire de service Total (dans les deux sens)
- 50 Porte de Retz : Rezé-Trocadière, Pôle Jules Verne, Parking Relais Tramway     3   Espace Diderot (par Rue Jules-Vallès, Rue de l'Aérodrome, Rue de la Chesnaie, Rue du Château-de-Rezé)
- 51 Porte de Grand Lieu : Saint-Aignan-Grandlieu, Aéroport Nantes Atlantique, Bouguenais-Les Couëts, Parking Relais Tramway     3   Neustrie
- 52 Porte de Bouguenais  Échangeur entre N844 et D723 : Noirmoutier, Saint-Brevin-les-Pins, Pornic, Bouguenais-Centre, Bouguenais-Les Couëts, Nantes-Centre, Rezé-Atout Sud, Nantes-Sud, Planète Sauvage +   2x3 voies jusqu'à  30 Porte de l'Estuaire (Pont de Chéviré)
- Pont de Cheviré sur la Loire.

## Aménagements

### Complexe des ponts de Bellevue

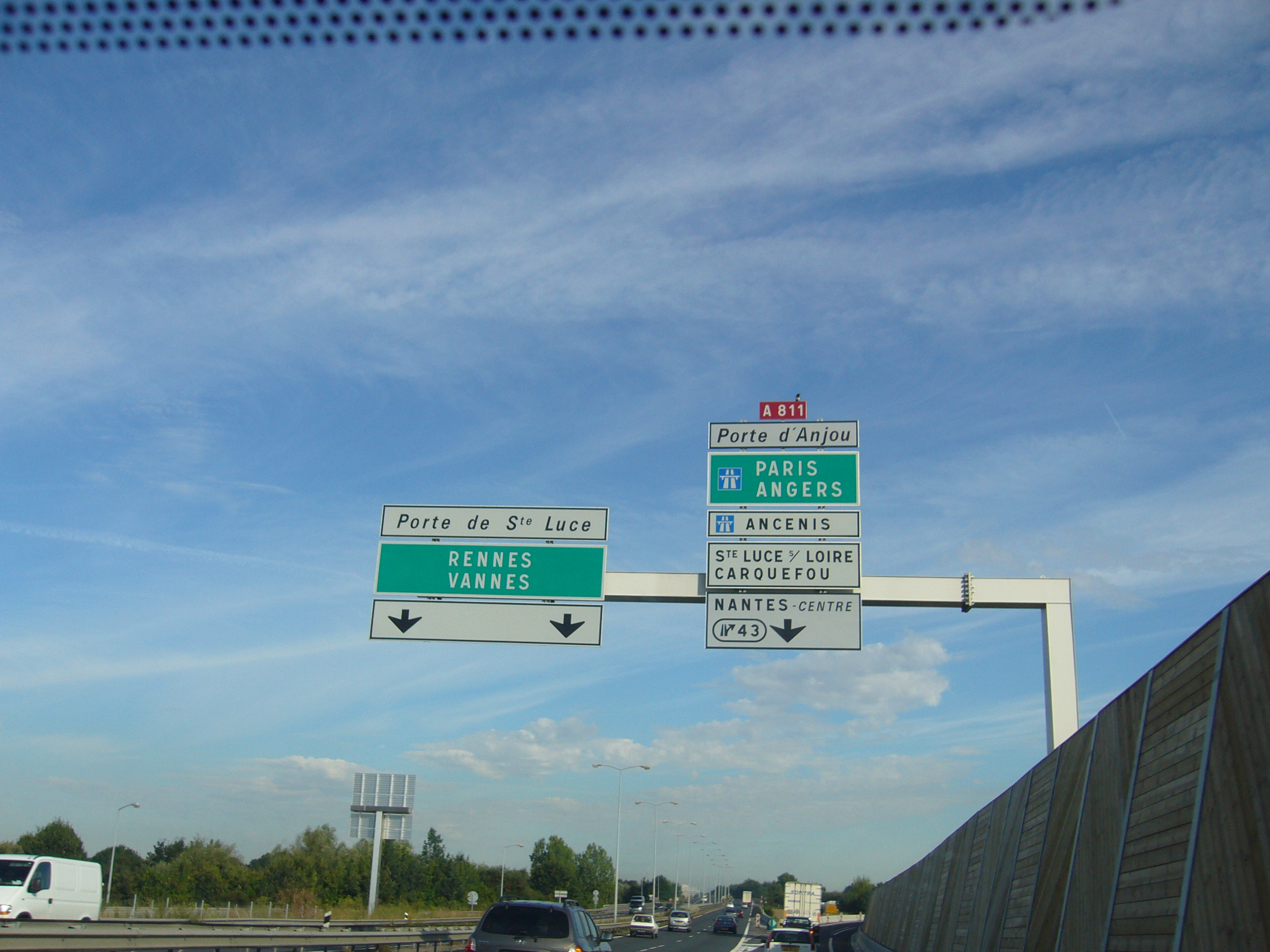
Panneau autoroutier à la porte d'Anjou.

Dans le secteur de la porte d'Anjou, d'importants travaux de restructuration ont été effectués en 2006 pour permettre la totale continuité du périphérique autour de Nantes. Désormais pour s'engager sur la rocade A811, les usagers arrivant du Sud-Loire empruntent une bretelle d'accès direct à l'A811, qui conduit à l'autoroute A11 via l'échangeur de Vieilleville et à la RD 723 (ex-RN 23) (route d'Angers).
L'aménagement de la porte du Vignoble (44) est terminé : il s'agissait d'assurer la continuité du périphérique à 2×2 voies. Mais ces travaux n'ont pas amélioré la fluidification de cette portion. Le trafic est perturbé le matin dans le sens sud-nord et le soir dans le sens nord-sud. Ces bouchons ont des répercussions sur le trafic à l'intérieur et à l'extérieur du périphérique nantais. Le boulevard de la Prairie-de-Mauves est saturé le soir à partir de 16 h 30 et le matin la RN 249 vers Cholet est bouché dû à un rabattement de 2 à 1 voie pour rejoindre le périphérique nantais.[réf. nécessaire]

### Panneaux à Messages Variables
Dernièrement[Quand ?], des panneaux à messages variables (PMV) ont été installés le long du périphérique afin d'informer en temps réel les automobilistes des conditions de circulation, notamment au pied du pont de Cheviré et sur les principaux axes d'accès au périphérique : A83, A11, RN 137, RN 165, RN 249, RD 723 (ex-RN 23)). Ces PMV viennent s'ajouter aux panneaux d'informations aux accès situés eux aussi le long de la rocade mais aussi le long des bretelles d'accès au périphérique et dans le centre-ville.

### Régulation par feux
Dès mars 2015, un système de régulation des entrées sur la voie rapide au moyen de feux tricolores installés sur certaines bretelles d’accès du périphérique extérieur sera installé à titre expérimental sur quatre échangeurs situés avant le pont de Cheviré : les portes d’Armor, d’Atlantis, de Saint-Herblain et de l’Estuaire. Ces feux tricolores « intelligents » permettront de maîtriser les flux en temps réel en fonction de l’affluence. Dès qu’un niveau de densité critique sera détecté grâce à des capteurs placés sur les voies du périphérique avant la bretelle, le feu passera au rouge et retiendra les véhicules sur cette dernière pendant quelques secondes (une minute maximum), le temps que le trafic du périphérique soit résorbé. Si la file d’attente devient trop importante sur la bretelle, le système libèrera les véhicules afin d'éviter de perturber le réseau secondaire. Ce système a déjà été installé avec succès aux États-Unis, au Royaume-Uni, en Allemagne et aux Pays-Bas, ainsi qu'à Paris et Bordeaux. En cas de résultat probant, celui-ci pourrait être installé sur d'autres portes du périphérique, ainsi que sur d'autres infrastructures de même nature,.

### Inondations du Gesvres
Le Gesvres inonde régulièrement le périphérique qu'il traverse au niveau de la porte de la Chapelle depuis sa construction en 1977. Cela est dû au tassement de la chaussée accentué par la saturation du marais, les précipitations orageuses et les augmentations brusques du débit, des ouvrages insuffisamment dimensionnés et l'influence du niveau de l’Erdre. En 2010, a été étudié la réalisation d'un écran étanche à l’aide de palplanches de part et d’autre du périphérique pour 13,5 M€. Le comité de pilotage du périphérique a décidé de ne pas réaliser ces travaux vu leur coût, du fort impact d'un chantier sur la circulation, des enjeux environnementaux élevés, des contraintes des pompes de relevage et du faible nombre de jours de coupure de la circulation.
Les buses sous la piste cyclable vont être supprimées à partir de septembre-octobre 2016 pour faciliter l'écoulement du ruisseau afin de réduire de 70 à 80 % le risque d'inondations. La métropole installera une passerelle vélo de 24 mètres pour assurer la continuité cyclable.

### Porte de Gesvres
Le 3 avril 2015 commence une concertation publique sur l'aménagement de la porte de Gesvres (38) afin d'aménager les liaisons entre les périphériques Est et Nord à 2×2 voies. Celle-ci se termine le 7 mai 2015 et est un préalable à l'ouverture d'une enquête publique ultérieure. Selon le calendrier prévisionnel, l'ensemble des travaux pourrait débuter fin 2019. Cette concertation présente quatre variantes d'aménagement de la porte :
- A : élargissement à 2 voies des voies existantes, élargissement du pont franchissant l'A11 : périphérique intérieur limité à 70 km/h et extérieur à 50 km/h (53-59 M€ TTC) ;
- B : nouvelle liaison à 2 voies par le nord, élargissement du pont franchissant l'A11, périphériques limités à 70 km/h (60-66 M€ TTC) ;
- C : nouvelle liaison par le sud avec nouveau pont franchissant l'A11, périphériques limités à 70 km/h (60-66 M€ TTC) ;
- D : idem C + nouvelle bretelle Paris → périphérique Est limitée à 50 km/h (60-66 M€ TTC).

### Aménagements pour 2035
Une concertation publique du 2 mai au 3 juin 2016, rappelant le diagnostic et les enjeux de l'ouvrage, prévoit un scénario 2035 et envisage des variantes d'aménagement :
- A : aménagement de Cheviré par Voie Auxiliaire d’Entrecroisement et gestion dynamique des voies ; aménagement du complexe de Bellevue par élargissement de l’ouvrage. Gain potentiel 2035 : 7,67 M€, coût estimé 92 M€ TTC (rendement 8,34 %) ;
- B : idem + aménagement de la porte de Saint-Herblain. Gain potentiel 2035 : 4,05 M€, coût estimé 98 M€ TTC (rendement 4,13 %) ;
- C : idem + aménagement de la porte d’Armor. Gain potentiel 2035 : 8,12 M€, coût estimé 139 M€ TTC (rendement 5,84 %) ;
- D : idem + Aménagement des portes des Sorinières, de la Chapelle, de Rennes. Gain potentiel 2035 : 10,41 M€, coût estimé 213 M€ TTC (rendement 4,89 %).

L'aménagement est du ressort de l’État via la Direction interdépartementale des routes Ouest (DIR Ouest), mais le conseil de Nantes Métropole a retenu pour avis consultatif la variante C améliorée.

## Historique des inondations
| Début      | Fin        | Actions | Sur-Evénement            |
| 05/03/2020 | 09/03/2020 | Fermeture du périphérique entier puis extérieur puis seulement de la voie de droite extérieure entre les portes de la Beaujoire et de la Chapelle                                                                                         |                          |
| 01/03/2020 | 03/03/2020 | Fermeture du périphérique entier entre la porte de la Beaujoire et celle de la Chapelle |                          |
| 01/02/2020 | 04/02/2020 | Fermeture du périphérique entier puis du périphérique extérieur entre les portes de la Gesvres et de la Beaujoire | Match FC Nantes-Paris SG |
| 27/11/2019 | 28/11/2019 | Fermeture de la voie de droite du périphérique extérieur |                          |
| 21/12/2018 | 23/12/2018 | Fermeture du périphérique entier entre les portes de la Beaujoire et la Chapelle |                          |
| 11/06/2018 | ?          | Fermeture d'une voie extérieure entre les portes de Bouguenais et Grand-Lieu |                          |
| 15/02/2014 | 16/02/2014 | Fermeture du périphérique entier entre la porte de Gesvres et la porte de la Beaujoire. |                          |
| 13/02/2014 |            | Fermeture de la voie de droite du périphérique extérieur entre les portes de la Beaujoire et de la Chapelle |                          |
| 13/02/2014 | 16/02/2014 | Fermeture du périphérique entre les portes de la Beaujoire et La Chapelle-sur-Erdre |                          |
| 01/02/2014 | 02/02/2014 | Fermeture du périphérique extérieur entre la porte de Carquefou et la porte de la Chapelle |                          |
| 18/01/2014 | ?          | Fermeture d'une voie extérieure |                          |
| 07/01/2014 | ?          | Fermeture du périphérique extérieur (2 voies) entre les portes de Carquefou et de la Chapelle |                          |
| 02/01/2014 | ?          | Fermeture d'une voie extérieure à la hauteur de la porte de la Chapelle |                          |
| 25/12/2013 | 26/12/2013 | Fermeture d'une partie du périphérique entre les portes de Gesvres et de Carquefou par anticipation le 24 puis fermeture du périphérique puis fermeture que d'une voie extérieure le 26 matin, puis réouverture complète le 26 après-midi |                          |
| 01/02/2013 | 03/02/2013 | Fermeture d'une voie puis du périphérique extérieur entre la porte de la Chapelle et la porte de la Beaujoire |                          |
| 21/12/2012 | ?          | Fermeture de la voie de droite du périphérique extérieur |                          |
| 15/11/2010 | ?          | Fermeture du périphérique entier puis du périphérique extérieur sur une voie entre la porte de la Beaujoire et la porte de la Chapelle |                          |
| 18/02/2010 | ?          | Les deux voies de circulation sont inondées |                          |
| 30/12/2009 | 30/12/2009 | Fermeture du périphérique entier puis une voie extérieure fermée au niveau de la porte de la Chapelle |                          |

## Galerie
- Le périph' nantais de la  48, depuis l'A83 ( Échangeur entre D178 et A83- 1) au site Airbus (Domaine d'activités aéronautiques), par  50.

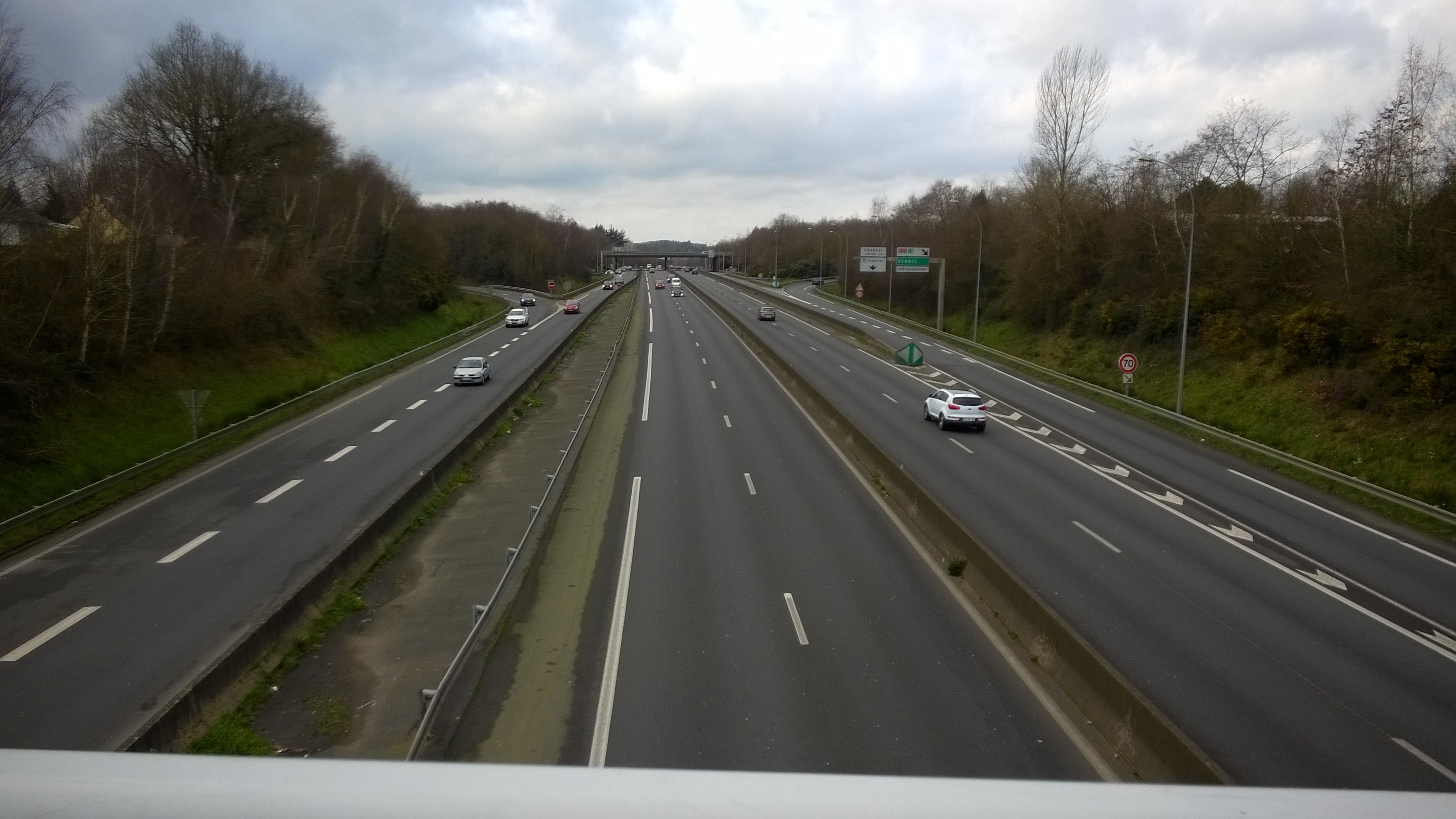
Périphérique nord de Nantes (après la porte de Rennes).

### Sources
- plan Michelin "Vannes - Angers", édition 1986.
- plan Michelin "France", édition 1993.
- plan Michelin "France - Pays de Loire", édition 1994.
- plan Michelin "Nantes - les Sables d'Olonne - Poitiers", édition 1996-1997.
- plan des 22 communes de l'agglomération nantaises (plan Cathy), novembre 1996.